# 시리아 올림픽 위원회
시리아 올림픽 위원회(아랍어: اللجنة الأولمبية السورية, 영어: Syrian Olympic Committee)는 시리아를 대표하는 국가 올림픽 위원회이다. IOC 코드는 SYR이다. 본부는 다마스쿠스에 있으며 아시아 올림픽 평의회에 소속되어 있다.
1948년에 설립했으며 같은 해에 국제 올림픽 위원회의 승인을 받았다. 올림픽, 아시안 게임을 비롯한 국제 스포츠 대회에 참가하는 시리아의 선수들을 대표한다.

## 같이 보기
- 올림픽 시리아 선수단